# Bernardo Reyes
Bernardo Doroteo Reyes Ogazón (Guadalajara, Jalisco; 20 de agosto de 1849 - Ciudad de México, 9 de febrero de 1913) fue un destacado militar y político mexicano, que peleó en la Segunda intervención francesa en México. Llegó a ser gobernador del Estado de Nuevo León por más de 20 años, logrando, durante su administración, un importante avance económico, industrial y social en el Estado. Fue uno de los hombres más cercanos y fieles al presidente de México Porfirio Díaz. 
En 1900 fue nombrado Secretario de Guerra y Marina por el propio presidente Díaz; sin embargo, tuvo que dimitir al cargo dos años después debido a los conflictos que se generaron entre Reyes y el grupo de "Los Científicos", regresando al cargo de gobernador. Fue forzado a renunciar al cargo, partiendo a un viaje por Europa, del cual no volvería sino hasta después de la renuncia del presidente, el General Porfirio Díaz.
Durante la primera etapa de la Revolución Mexicana, se levantó en armas contra el gobierno de Francisco I. Madero, llegando a ser arrestado y después liberado, para luego llevar a cabo un enfrentamiento contra las fuerzas leales al presidente Madero, en vísperas de la Decena Trágica, terminando muerto a consecuencia de una ráfaga de balas de parte del bando contrario, atribuido al intendente de la residencia presidencial el capitán Adolfo Bassó Berthiolat.
Fue padre del famoso escritor regiomontano Alfonso Reyes.

## Infancia
Proveniente de una familia que formaba parte importante del partido liberal, nació el 20 de agosto de 1849, en el No. 121 de la calle López Cotilla, en Guadalajara, Jalisco, y fue bautizado tres días después en la Iglesia de Nuestra Señora del Pilar; fue el mayor de los 4 hijos del segundo matrimonio del coronel Domingo Reyes Rovira, originario de Managua, Nicaragua, y de Juana Ogazón Velázquez-Delgado, de Guadalajara, y siendo sus hermanos Juana, Ramón y Wenceslao Reyes Ogazón; además tuvo dos medios hermanos fruto del primer matrimonio de su padre junto con su tía Guadalupe Ogazón Velázquez-Delgado: Federico y Matilde. Por vía materna fue primo-hermano del general Pedro Ogazón, y del licenciado Ignacio Luis Vallarta. Estudió en escuelas públicas en Guadalajara, llegando a realizar un curso de leyes hasta la edad de 14 años, cuando inició su carrera militar como soldado, luchando en Michoacán contra las fuerzas imperialistas en plena Intervención Francesa.

## Carrera militar
En 1866 participó en las acciones de Calvillo y Zacatecas con el grado de alférez del Centro Guías de Jalisco, de las fuerzas del general Trinidad García de la Cadena, y al año siguiente (1867) a los 17 años, pasó a formar parte de los lanceros de Jalisco; llegó a participar en el sitio de Querétaro donde fue herido dos veces, y posteriormente asistió al fusilamiento de Maximiliano en el Cerro de las Campanas. Al año siguiente participó en el sofocamiento de la insurrección en Sinaloa (1868-1869). En atención a su intervención en combates registrados en Tamaulipas, San Luis Potosí y Zacatecas, fue ascendido a Capitán en 1871.
A raíz de la batalla de La Mojonera en Zapopan, en la que intervino al lado de Ramón Corona en contra de Manuel Lozada, el 28 de enero de 1873, Reyes fue ascendido a Comandante de Escuadrón. Hecho significativo de esta batalla fue que, muertos sus compañeros, se batió solo, logrando regresar con una valiosa información, evitando un ataque sorpresivo. Posteriormente, Reyes trabajó temporalmente del 8 de abril al 21 de mayo de 1873 como secretario del General Francisco Tolentino.
Durante los años de 1874-1875, Reyes realizó campañas contra los partidarios de Manuel Lozada, dirigidos por su sucesor Tranquilino Hernández, en 1875, al igual que a Isabel González, hasta lograr la rendición de ambos. En la Batalla de Santiago Ixcuintla, el 20 de septiembre de ese año, Reyes fue sorprendido por una parte de sus propias tropas, en un ataque a la media noche; Reyes logró reunir a 20 de sus leales soldados, logrando desalojar de los cuarteles a los amotinados soldados. En esta acción, Reyes recibió una herida de bala en el cuello, y posteriormente, por esta acción, fue ascendido a teniente coronel.
El 4 de julio de 1880, Reyes libró una de sus batallas más importantes: la batalla de Villa Unión, Sinaloa, donde su adversario, el militar Ramírez Terrón, contaba con un ejército tres veces más numeroso que se había sublevado contra el Gobierno Central. Rechazado Reyes en un primer ataque, volvió a la carga sólo con unos cuantos soldados, dando órdenes ficticias para aparentar más hombres. "Venció con la voz y la presencia". Recibió tres heridas: en una pierna, en un costado y en la muñeca derecha, esta última, afectándolo para el resto de su vida; a fuerza de coraje y voluntad evitó que le fuera amputada. En este combate, Reyes fue dado por muerto.
A raíz de esta batalla, Porfirio Díaz lo premió con un doble ascenso, llegando a ser General Brigadier. "Tercer caso en la historia de nuestro ejército". En esta batalla, Ramírez Terrón se suicidó, encontrándose en sus ropas una carta dirigida al General Reyes, donde le solicitaba cuidara de su familia, petición que fue ampliamente cumplida por el General, ya que dispuso de una pensión mensual para sus hijas y un empleo para su viuda, la que posteriormente se casó con un filántropo alemán.
En esa misma batalla cayó muerto el Mayor Felipe Neri, uno de sus ayudantes, por lo que el General Reyes se encargó de que sus dos hijos fueran educados en el Colegio Militar y que la familia recibiera una pensión.
El general Reyes fue jefe de las fuerzas militares en Sinaloa, Sonora y Baja California, del 13 de agosto de 1880 hasta el 11 de marzo de 1883. Posteriormente, fue nombrado, el 12 de marzo de 1883, jefe de la Sexta Zona Militar, con sede en San Luis Potosí, cargo que desempeñó hasta octubre de 1885.

## Matrimonio
El 4 de noviembre de 1872 el general Reyes contrajo matrimonio con la jalisciense doña Aurelia de Ochoa y Sapién, originaria de Zapotlán el Grande, Jalisco, hija de una aristocrática familia compuesta por el hacendado don Apolonio de Ochoa-Garibay y de los Ríos y de doña María Josefa Sapién. Tenía ella 17 años. Posteriormente, el 20 de agosto de 1873, justamente el día del cumpleaños 23 del general Reyes, la pareja recibió a su primer hijo: Bernardo. Posteriormente tendrían 11 hijos más, totalizando doce: cinco hombres y siete mujeres. Ellos fueron, en orden cronológico: Rodolfo, María, Roberto, Aurelia, Amalia, Eloisa, Otilia, Alfonso, Guadalupe, Eva y Alejandro. De todos ellos, cinco fallecieron siendo todavía niños (Roberto, Aurelia, Eloísa, Guadalupe y Eva), mientras que de los 7 restantes, 6 tuvieron descendencia:
- Bernardo Reyes Ochoa, nacido el 20 de agosto de 1873, casado con Alicia Mañón, y al enviudar de ella, volvió a contraer matrimonio, esta vez con su hermana María Luisa Mañón. Fue ingeniero civil y, junto con su tío Genaro Dávila, construyó, entre otras edificaciones, el Templo de San Luis Gonzaga, en Monterrey.
- Rodolfo Reyes Ochoa, nacido el 16 de mayo de 1878, abogado, contrajo matrimonio con Carmen Morales Gasca y residió en España. Fue partícipe, junto a su padre, del intento de derrocar al presidente Francisco I. Madero.
- María Reyes Ochoa nacida en 1880, casada con el abogado Rafael Dávila Caballero, hijo del gobernador de Nuevo León Narciso Dávila.
- Amalia Reyes Ochoa, casada con el abogado Fermín Sada.
- Otilia Reyes Ochoa, nacida en 1888, casada con el inversionista Ramón López León.
- Alfonso Reyes Ochoa, nacido el 17 de mayo de 1889, famoso escritor de talla internacional, casado con Manuela Mota, con quien tuvo a su único hijo, Alfonso.
- Alejandro Reyes Ochoa, fue el único que permaneció soltero.

## Llegada de Reyes a Nuevo León
La lealtad que el General Reyes la tenía a Porfirio Díaz, hizo que ganara ascensos militares y cimentó hicieron un corte en su parte, mediante la relación con los medios administrativos del País.
Reyes llegó a Monterrey en octubre de 1885, como jefe de Operaciones Militares. En ese entonces el terreno político no era el mejor: levantamientos en diversos municipios como China y Sabinas Hidalgo, la influencia que ejercían los generales Jerónimo Treviño, Francisco Naranjo y Genaro Garza García hacían del Estado un foco de insurrección permanente contra el gobierno del centro y los contrabandistas habían establecido su centro de operaciones en el Norte. Ante esta situación, Porfirio Díaz aprovechó la experiencia de Reyes para poner orden en la entidad.
Fue gobernador provisional del 12 de diciembre de 1885 al 4 de octubre de 1887, fecha en que entregó el cargo a Lázaro Garza Ayala, quien había sido elegido gobernador, quedándose Reyes como jefe de la Tercera Zona Militar que abarcaba Coahuila, Nuevo León y Tamaulipas, desde donde ejerció el poder del Estado, además de también influir en el gobierno de José María Garza Galán, en Coahuila.
A pesar de que constitucionalmente podía reelegirse, Garza Ayala, al término de su mandato constitucional, optó por dejar el camino libre para que el general Reyes fungiera como candidato a la Gobernatura del Estado, lo que finalmente consiguió. Mediante reelecciones sucesivas mantuvo el cargo hasta el 25 de octubre de 1909, una de estas fue interrumpida de 1900 a 1903, cuando se desempeñó como Secretario de Guerra y Marina, donde desarrolló la creación de la Segunda Reserva del Ejército; posteriormente parte a Europa en un exilio disfrazado. Su retrato al óleo, de cuerpo entero, lo realizó el pintor español radicado en México, José Escudero y Espronceda, en 1900, cuando era Secretario de Guerra y Marina.

## Administración

### Primer periodo de gobierno (1885 - 1887)
En su primera administración (1885-87) Reyes desplegó una intensa actividad para nivelar la hacienda pública, y organizó la junta de mejoras materiales con la cual se iniciaron los trabajos de construcción de la Penitenciaría del Estado, misma que se concluyó ocho años más tarde. Además se remozó la plaza Zaragoza y se reconstruyó el mercado Colón; se sofocó el bandolerismo, particularmente la rebelión de Catarino Garza; se reabrió la Escuela Normal y se impulsó el Colegio Civil, entre otras cosas.

### Segundo periodo (1889 - 1909)
A la legislación de su antecesor en favor de la industria, Reyes añadió exenciones a nuevas empresas y a quienes indujesen servicios públicos, y otorgó concesiones a inversionistas extranjeros que acudieron no solo por esas facilidades, sino por la situación adversa en los Estados Unidos. A partir de 1890 se observó el avance de la gran industria: fundiciones, vidrio, cemento, cerveza, etc. 
Legisló sobre educación introduciendo en 1891 reformas modernistas a la enseñanza. Abrió la Normal para Señoritas, pero clausuró la Escuela de Medicina en 1898. Dictó algunas medidas de salubridad, en particular durante la fiebre amarilla.
Inició en 1895 la construcción del Palacio de Gobierno, el cual se terminó en 1908 y se concluyó el Palacio Municipal. Abrió las avenidas Unión (actual Av. Madero) y Progreso (actual Av. Pino Suárez), en 1892.

## Gobierno maderista y muerte
En una entrevista con Madero, en julio de 1911, se había comprometido a luchar democráticamente por el poder e incluso combatió al zapatismo, sin embargo a finales de ese mismo año se subleva en contra del gobierno de Francisco I. Madero mediante la proclamación del Plan de la Soledad. Al no tener suficientes seguidores se rindió ante Francisco Cárdenas y fue encarcelado con su hijo Rodolfo en la prisión de Santiago Tlatelolco, donde estuvo junto a Francisco Villa. Fue condenado a muerte en juicio marcial, no obstante el presidente Madero conmutó la pena por prisión.

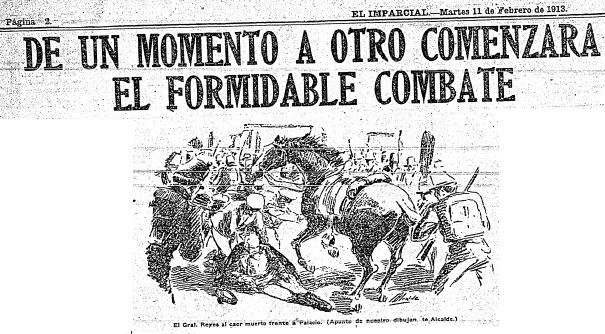
Extracto del Periódico El imparcial sobre la muerte del General Bernardo Reyes. Hemeroteca Nacional.

El 9 de febrero de 1913, la Escuela Militar de Aspirantes de Tlalpan y la tropa del cuartel de Tacubaya se levantan en armas contra el gobierno de Madero. Una de las primeras maniobras de los sublevados, al mando de los generales porfiristas Gregorio Ruiz y Manuel Mondragón, fue liberar de sus prisiones a Félix Díaz y Bernardo Reyes. Los rebeldes se dirigieron al Palacio Nacional, defendido por el general Lauro Villar, con la intención de ocuparlo, pero Villar se mantuvo leal al gobierno. El primero en caer durante el frustrado asalto fue Bernardo Reyes, abatido por una ráfaga de ametralladora. Después de la balacera su cuerpo fue llevado al interior del Palacio Nacional, siendo mostrado al presidente Madero. 
Su cuerpo fue enterrado en el Panteón del Tepeyac, y cuando este fue cerrado al público, el 3 de abril de 1972, sus restos, junto con los de los generales José María Mier y Francisco Naranjo, fueron trasladados a Monterrey y depositados en una bodega del Museo de Historia Regional, más conocido como El Obispado. Ahí permanecieron hasta que, el 30 de septiembre de 1984, en ceremonia solemne, fueron depositados en la Explanada de los Héroes en la Macroplaza, al pie de la estatua de Benito Juárez, junto a los restos de los generales Francisco Naranjo, José Silvestre Aramberri y José María Mier.